# Anonthobium micros
Anonthobium micros là một loài bọ cánh cứng trong họ Bọ hung (Scarabaeidae).